# Ondrejisko
Ondrejisko (1270 m n. m.) je nejvyšším bodem Slovenského ráje. Nachází se v jihozápadní části pohoří asi 8 km severozápadně od Dobšiné a 5 km východně od Telgártu na území okresu Rožňava (Košický kraj). Částečně zalesněná hora poskytuje výhled na Slovenský ráj, Nízké Tatry (Kráľova hoľa) a Vysoké Tatry. Za dobrých podmínek je vidět i Spišský hrad.

## Přístup
- po červené  značce ze sedla Besník na rozcestí Pred Čuntavou, 50 m za rozcestníkem odbočit vlevo a po neznačené lesní cestě na vrchol
- po žluté  značce od Dobšinské ledové jeskyně na rozcestí Nižná záhrada, dále pak po červené  až do výrazného sedla s pramenem vody, zde odbočit vpravo a po neznačené lesní cestě vystoupit na vrchol